# Монтано, Томмазо
Томмазо Монтано (итал. Tommaso Montano, р.14 мая 1953) — итальянский фехтовальщик-саблист, призёр чемпионатов мира и Олимпийских игр. Представитель знаменитой семьи Монтано из Ливорно: брат Карло Монтано и Марио Туллио Монтано, двоюродный брат Марио Альдо Монтано, племянник Альдо Монтано-старшего и дядя Альдо Монтано-младшего.

## Биография
Родился в 1953 году в Ливорно. В 1974 году стал бронзовым призёром чемпионата мира. В 1976 году завоевал серебряную медаль Олимпийских игр в Монреале.